# San Carlo comunica gli appestati
San Carlo comunica gli appestati è un dipinto olio su tela di Giovanni Battista Parodi del 1722 conservato nella chiesa di Sant'Alessandro della Croce di Bergamo in via Pignolo.

## Storia
Il dipinto è ospitato nella prima cappella a sinistra dell'aula della chiesa alessandrina. Fu commissionato al genovese Parodi dalla fabbriceria della chiesa, grazie al supporto di personaggi di un certo peso per la Bergamo di via Pignolo del Settecento: il conte Gian Giacomo Tassi, Francesco Maria Brutino e il conte Giovan Domenico Ragazzoni nel 1720, per essere posto nella prima cappella a sinistra. La cappella ospita anche il fonte battesimale e un confessionale ligneo.

## Descrizione
L'opera raffigurante san Carlo Borromeo promotore della controriforma, fu uno dei soggetti maggiormente apprezzati dopo il concilio tridentino. Il santo viene anche ricordato per la sua vicinanza ai poveri e ai sofferenti aprendo ospedali e case d'accoglienza per i soli e gli anziani, e in questo ruolo viene raffigurato dal Parodi.
La tela presenta una scena drammatica e molto reale. In primo piano una donna accoglie sul grembo un bambino ammalato, mentre la mano destra s'appoggia sul corpo inanimato, giallastro di un altro bambino, ucciso dal morbo. Sul lato sinistro il corpo esangue nudo, di un altro appestato. Il cielo è plumbeo e pare condividere il dolore della terra spoglia. In questa desolazione san Carlo Borromeo è raffigurato sul lato destro mentre avanza reggendo la l'ostia che porge a una donna appestata quale conforto. Accanto al santo un giovane chierichetto con la candela accesa che gli illumina il volto, nella mano destra, mentre con la sinistra si copre il naso con un lembo della toga per non sentire le esalazioni pestifere.
La luce proviene dal volto del santo che illumina l'appestato e il corpo del morto di peste. Sullo sfondo appare quello che pare essere un lazzaretto anticipato da figure che portano gli appestati, mentre in lontananza una donna prega sopra una tomba. La tela non è considerata tra le migliori dell'artista, perché se la parte principale è ben definita, non è ulteriormente curata la parte superiore.